# Счастливого Рождества
«Счастливого Рождества» (фр. Joyeux Noël) — военная драма 2005 года французского режиссёра Кристиана Кариона. В главных ролях задействованы: Диана Крюгер, Бенно Фюрман, Гийом Кане и Даниэль Брюль. Фильм основан на реальных событиях времён Первой мировой войны, вошедших в историю как Рождественское перемирие, и содержит отчётливый антивоенный посыл.
Предпремьерный показ фильма «Счастливого Рождества» состоялся 16 мая 2005 года во Франции на 58-м Каннском кинофестивале. В России фильм вышел на экраны 15 декабря 2005 года.

## Сюжет
Вечером в сочельник 1914 года на затерянном участке Западного фронта грустное празднование в окопах превращается в братание шотландских, французских и германских военных. В канун Рождества люди, воспитанные в разных культурах, объединились ради святого для всех них праздника. Оставив ружья в окопах, они вышли навстречу, чтобы пожелать друг другу Счастливого Рождества.

## В ролях
- Диана Крюгер — Анна Соренсен, сопрано Берлинской оперы (вокальные партии исполняет Натали Дессей)
- Бенно Фюрман — Николаус Шпринк, тенор Берлинской оперы (вокальные партии исполняет Роландо Вильясон)
- Гийом Кане — лейтенант Одбер, 26-й пехотный полк французской территориальной армии[фр.]
- Гэри Льюис — отец Палмер, шотландский священник
- Дани Бун — Поншель, ординарец Одбера
- Даниэль Брюль — лейтенант Хорстмайер, 93-й ангальтский пехотный полк[нем.]
- Алекс Фернс — лейтенант Гордон, Королевские шотландские фузилёры[англ.]
- Стивен Робертсон — Джонатан, шотландский фузилёр
- Бернар Ле Кок — генерал Одбер, отец лейтенанта Одбера
- Кристофер Фулфорд[англ.] — майор, Королевские шотландские фузилёры
- Иэн Ричардсон — англиканский епископ
- Томас Шмаузер[нем.] — кронпринц Вильгельм Прусский

## Награды и номинации
- 2005 — приз ФИПРЕССИ на кинофестивале в Вальядолиде (Кристиан Карион)
- 2005 — приз зрительских симпатий на кинофестивале в Лидсе (Кристиан Карион)
- 2006 — номинация на премию «Оскар» за лучший фильм на иностранном языке
- 2006 — номинация на премию BAFTA за лучший фильм не на английском языке (Кристоф Россиньон, Кристиан Карион)
- 2006 — 6 номинаций на премию «Сезар»: лучший фильм (Кристиан Карион), лучший оригинальный сценарий (Кристиан Карион), лучший актер второго плана (Дани Бун), лучшая музыка (Филипп Ромби), лучшая работа художника (Жан-Мишель Симоне), лучшие костюмы (Элисон Форбс-Майлер)
- 2006 — номинация на премию European Film Awards за лучший фильм по мнению зрителей (Кристиан Карион)
- 2006 — номинация на премию «Золотой глобус» за лучший фильм на иностранном языке.